# 松花江镇
松花江镇是中国吉林省德惠市管辖的镇，距德惠市28公里，位于松花江南岸。人口4.2万人，面积165km2，所辖有3个居委会、15个行政村、144个生产合作社，镇政府驻松花江村。北靠德惠市菜园子镇，南与岔路口镇、杨树镇比邻，西与达家沟镇接壤。环内有哈大铁路和京哈高速公路。

## 行政区划
朝阳乡下辖以下地区：
幸福社区、兴龙社区、松江社区、罗坨子村、茶条村、孙坨子村、东赵村、初坨子村、兴龙泉村、东龙村、高城子村、茂林村、豹家村、邢大桥村、老少沟村、宝泉山村、石头泉村和松花江村。